# The True Cost
 (janvier 2017).
Si vous disposez d'ouvrages ou d'articles de référence ou si vous connaissez des sites web de qualité traitant du thème abordé ici, merci de compléter l'article en donnant les références utiles à sa vérifiabilité et en les liant à la section « Notes et références ».
Pour plus de détails, voir Fiche technique et Distribution.
The True Cost est un film documentaire de 2015 réalisé par Andrew Morgan qui se concentre sur la fast fashion. Il traite de plusieurs aspects de l'industrie de production de vêtements, essentiellement en explorant la vie des travailleurs à bas salaires dans les pays en développement et ses effets tels que la pollution des sols et des rivières, la contamination par les pesticides, la maladie et la mort. En utilisant une approche environnementale, sociale et psychologique, il examine également la consommation et les médias de masse, et fait le lien avec le capitalisme mondial. Le documentaire est une combinaison de plusieurs entretiens avec les écologistes, les salariés dans l'industrie du vêtement, les propriétaires d'usine, et le commerce équitable.
L'attention de Andrew Morgan a été attirée sur le sujet par l'effondrement du Rana Plaza en 2013, lorsqu'un immeuble au Bangladesh nommé Rana Plaza s'est effondré et a tué plus d'un millier d'employés. Morgan démarre son projet de documentaire en octobre 2013 et voyage dans treize pays pour collecter des informations et mener des interviews. 
Le film a été financé par Kickstarter et est passé en avant-première au Festival de Cannes 2015 avant sa sortie plus tard dans le mois dans des salles de cinéma aux États-Unis et au Royaume-Uni. Les critiques furent à la fois positives et dédaigneuses allant de « documentaire d'une importance vitale » à « agitprop vaguement libéral ».

## Synopsis
Dans The True Cost, Andrew Morgan examine l'industrie du vêtement — en particulier l'économie de la fast fashion — et la relie à la société de consommation, au capitalisme, à la pauvreté structurelle et à l'oppression. 
Dans le film il est dit que dans les années 1960, 95 % des vêtements portés aux États-Unis étaient produits aux États-Unis, alors que maintenant seuls 3 % le sont encore, le reste étant fabriqué dans les pays du tiers monde.. En faisant produire dans des pays tels que le Bangladesh, l'Inde, le Cambodge et la Chine, les principales marques minimisent les coûts de production et maximisent leurs profits, notamment en mettant en concurrence leurs sous-traitants des pays en voie de développement. Les marques internationales de vêtement mettent la pression sur les sous-traitants en les menaçant de cesser de passer commande et de délocaliser dans un autre pays si les coûts de production ne sont pas assez bas. Un directeur d'usine déclare "ils me mettent le couteau sous la gorge et je mets le couteau sous la gorge de mes employés".
Selon Morgan, bien que l'industrie du vêtement pèse trois milliards de dollars, les conditions de travail dans ces pays sont pitoyables. En plus d'avoir à travailler et vivre dans des mauvaises conditions, ces employés n'arrivent pas à faire respecter leurs droits. Des ouvriers à Dhaka au Bangladesh sont battus par leurs employeurs, tandis que des ouvriers cambodgiens sont abattus par la police. À Dhaka, les travailleurs doivent travailler dans des bâtiments chauds et humides, pollués chimiquement et malsains. 
Le film montre les événements de l'effondrement du Rana Plaza lorsque le bâtiment commercial de huit étages nommé Rana Plaza s'est effondré. Peu avant, les travailleurs avaient été contraints de rester dans l'usine, même si une fissure avait été vue sur les murs.
Le film montre comment la demande pour le coton en Inde a conduit à la plantation de semences génétiquement modifiées (OGM) de coton, et comment le monopole inhérent à son utilisation par les entreprises de semences provoque une augmentation du prix du coton, conduisant à des suicides chez les agriculteurs qui doivent céder leurs terres à ces entreprises parce qu'ils ne peuvent pas payer la hausse des prix des graines. Les cultures OGM ont besoin de plus de pesticides, causant des dommages à l'environnement, des défauts de naissance conduisant à des handicaps physiques et mentaux parmi les habitants du Pendjab, et une augmentation du taux de cancer. Le film prétend que, parfois, les entreprises qui produisent les pesticides sont les mêmes que celles qui produisent les médicaments nécessaires. Un scénario similaire se produit dans les champs de coton au Texas, où les pesticides sont à l'origine de tumeurs cérébrales. L'industrie du vêtement est la deuxième industrie polluante au monde, selon le film, qui est illustré par les tanneries versant du chrome dans le Gange à Kanpur, en Inde.
Dans le film, le focus revient sur l'Amérique, où il examine la façon dont les médias affectent le désir des gens—surtout des adolescents—pour acheter et créer une identité centrée sur la consommation. Ceci est confirmé par l'augmentation de 500 % de la consommation mondiale de vêtements par rapport aux années 1990. Cependant, les vêtements sont rapidement éliminés ; un Américain moyen produit 82 kg de déchets de textiles par an[réf. nécessaire]. Seulement 10 % des vêtements se retrouvent dans les magasins d'occasion ; le reste part à l'enfouissement, comme à Port-au-Prince, Haïti. A côté de l'affaiblissement des industries locales par cette constante élimination de vêtements, la terre et l'eau sont pollués, car la plupart des vêtements sont fabriqués à partir de matériaux non-biodégradables.[Quoi ?]
Tout au long du film, Morgan montre des gens qui défendent le faible prix de revient, comme Benjamin Powell de l'Institut du Marché Libre à l'Université Texas Tech et Kate Ball-Young, ancienne responsable fournisseur de Joe Fresh. Ball-Young dit que, en comparaison avec d'autres emplois plus précaires, l'industrie de la mode est un bon choix pour les travailleurs. Powell affirme que les ateliers clandestins font "partie du processus même qui élève le niveau de vie et conduit à de meilleures conditions de travail au fil du temps". En contraste, le film montre un cultivateur de coton bio Texan, la militante mode éco Livia Firth et son cabinet de conseil axé sur le développement durable, et les gens qui gèrent des entreprises de vêtements commerce équitable, tels que la militante pour les droits des animaux militant Stella McCartney, Safia Minney de la société People Tree, Christina Dean de Redress, et Vincent Stanley de Patagonia.
D'autres personnes interviewées, et apparaissant dans le film comprennent : les personnalités de la télévision Stephen Colbert et John Oliver, l'économiste Richard D. Wolff, John Hilary de l'association War on Want, le professeur d'études des médias Mark Crispin Miller, le psychologue Tim Kasser, le médecin Pritpal Singh, et les écologistes Rick Ridgeway et Vandana Shiva.